# Romanivka (Ananiev), Bârzula
Romanivka (în ucraineană Романівка) este un sat în comuna Ananiev din raionul Bârzula, regiunea Odesa, Ucraina.

## Demografie
Componența lingvistică a localității Romanivka
     Ucraineană (93,62%)
     Română (6,09%)
     Alte limbi (0,28%)
Conform recensământului din 2001, majoritatea populației localității Romanivka era vorbitoare de ucraineană (93,62%), existând în minoritate și vorbitori de română (6,09%).